# 172nd Infantry Brigade (Vereinigte Staaten)

Schulterabzeichen der 172. US-Infanteriebrigade

Die 172nd Infantry Brigade (deutsch 172. US-Infanteriebrigade) (Blackhawk Brigade) war ein selbständiges Infantry Brigade Combat Team (IBCT) der US Army. Die Brigade war Teil der United States Army Europe und eine von nur drei aktiven, selbständigen Kampfbrigaden der Army. Sie unterstand somit keinem Verband auf Divisionsebene, sondern direkt dem V. US-Korps in Wiesbaden.

## Geschichte

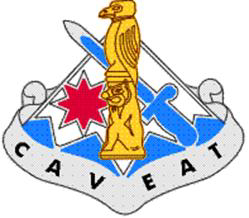
Einheitenabzeichen der Blackhawks seit 1966: CAVEAT - Let Him Beware.

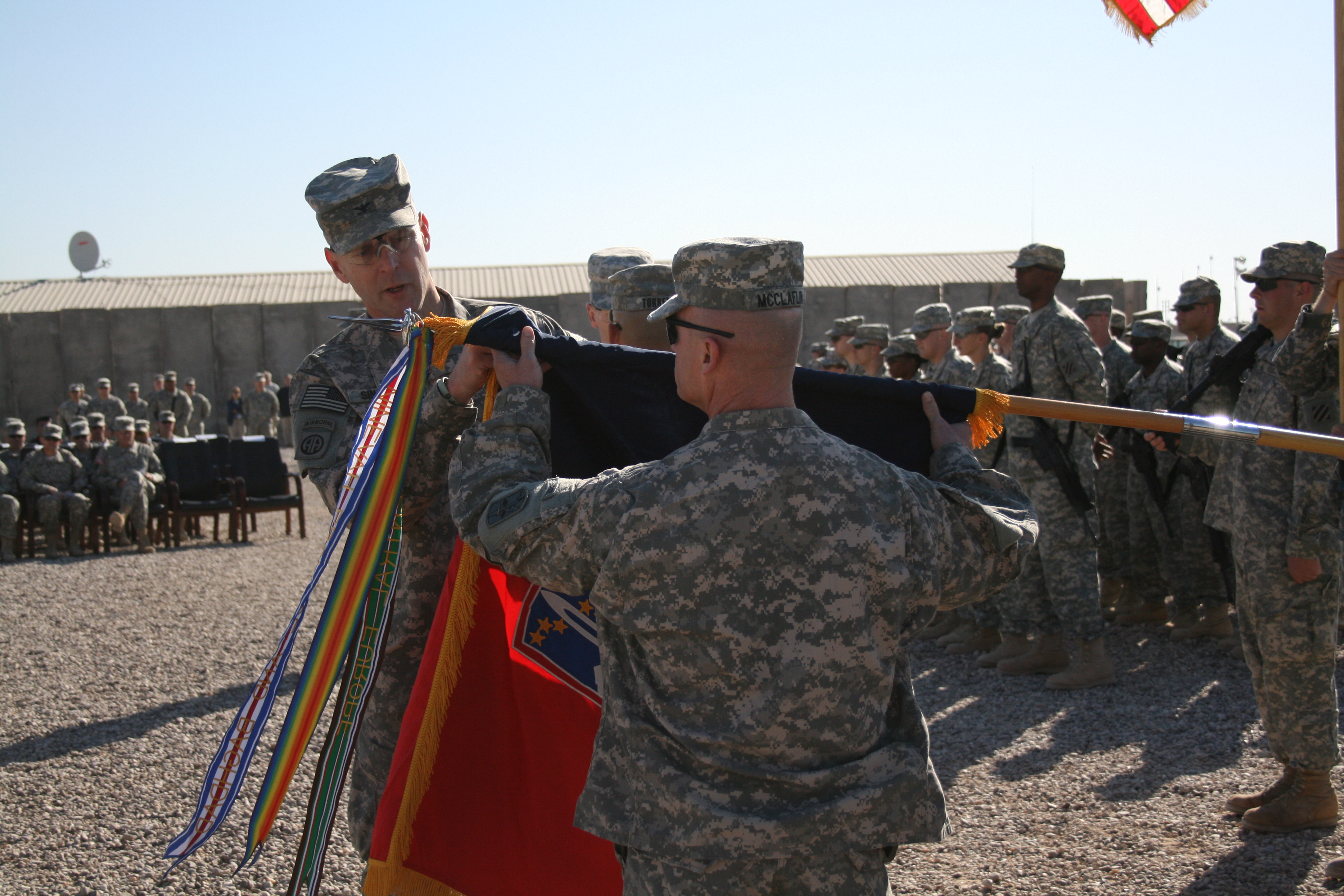
COL Jeffrey A. Sinclair und CSM Steven W. McClaflin während der Kommandoübergabe durch die Vanguard Brigade, 18. Dezember 2008

Der Verband wurde erstmals im August 1917 als Teil der National Army aufgestellt und der 86th Infantry Division unterstellt. Die Brigade erreichte Frankreich im September 1918, eine Teilnahme an Kampfhandlungen im Ersten Weltkrieg ist jedoch nicht überliefert. In der Zwischenkriegszeit war die Brigade weiterhin Teil der 86. Division, somit als Teil der Reserve eine Ausbildungseinheit, und in Springfield, Illinois, stationiert. 1939 wurden alle Brigaden des US-Heeres aufgelöst und nur die Stabskompanien (Headquarters and Headquarters Company, HHC) blieben bestehen. Die HHC der 172. Brigade wurde 1942 zu einem Aufklärungszug innerhalb der 86. Infanteriedivision umgebildet und erlebte mit dieser die letzten Kriegstage in Europa, als die Division die 8. US-Infanteriedivision ablöste, allerdings ausschließlich in defensiver Stellung. Als die Division schließlich nach kurzzeitiger Rückkehr in die USA im September 1945 in den Pazifik verlegt wurde, war die Kapitulation Japans bereits unterzeichnet und das Ende des Krieges damit besiegelt.
In der Folgezeit wurde die Brigade 1963 erneut aufgestellt und als selbständiger Verband der Regular Army zugeteilt, bevor sie im April 1986 in Fort Richardson, Alaska vorläufig deaktiviert wurde, wobei die bisher unterstellten Bataillone der 6. US-Infanteriedivision eingegliedert wurden. An den Kriegen in Korea und Vietnam nahm der Verband nicht teil.
Am 17. April 1998 wurde die Brigade – als erste der erneut formierten selbständigen Brigaden der US Army – als 172nd Infantry Brigade (Separate) in Fort Wainwright, Alaska aktiviert. Dem Verband wurden ein Luftlandebataillon sowie zwei Infanteriebataillone der 2. Infanteriedivision unterstellt. Als „theater defense brigade“ sollte er als Eingreiftruppe für Alaska sowie den Nordpazifik bereitstehen.
Im Rahmen der Umsetzung der Heeresreform von 1997 wurde die 172nd Infantry Brigade zu einem Stryker Brigade Combat Team (SBCT) umgewandelt. Die Brigade erhielt mehr als 300 Stryker-Radpanzer und einige Unmanned Aerial Vehicles als fliegende Aufklärungskomponente. Diese Umstrukturierung sollte der Brigade mehr Mobilität verschaffen und den Logistikaufwand reduzieren. Die Transformation wurde am 16. Oktober 2003 abgeschlossen und die Brigade war damit die dritte Stryker-Brigade der US Army. Im Frühjahr 2005 änderte der Kommandeur das Motto der Brigade von Snow Hawks in Arctic Wolves.

### Operation Iraqi Freedom 2005/06
Im August 2005 wurde die Brigade zur Unterstützung der Operation Iraqi Freedom nach Mosul in den Irak verlegt. Der Einsatz, der ursprünglich am 27. Juli 2006 beendet sein sollte, dauerte schließlich bis November 2006. Während dieser Zeit verlegte die Brigade nach Bagdad. Mit einer Einsatzdauer von 16 Monaten war dies der längste Einsatz einer Einheit der US Army seit dem Vietnamkrieg. In Anerkennung dessen verlieh General George W. Casey der Einheit den Valorous Unit Award, die zweithöchste Einheitenauszeichnung der Army. Während des Einsatzes wurden 26 Soldaten getötet und 350 Soldaten der Brigade verletzt. Nach der Rückkehr vom verlängerten Einsatz aus Bagdad wurde am 14. Dezember 2006 das 172nd Stryker Brigade Combat Team offiziell umbenannt in 1st Stryker Brigade Combat Team, 25th Infantry Division.

### Reaktivierung
Nach dieser Quasideaktivierung im Dezember 2006 wurde die Brigade am 16. März 2008 als 172nd Infantry Brigade erneut in Schweinfurt reaktiviert, wo sie die 2. Brigade der 1. US-Infanteriedivision in Deutschland ablöste. Ausrüstung und Fahrzeuge sowie Personal wurden dabei beibehalten. Das Motto der Brigade lautete seither „Blackhawks“. Der Verband wurde bis Ende 2008 zum Großteil nach Grafenwöhr verlegt.

### Operation Iraqi Freedom 2008/09
Ende November 2008 wurde die Brigade als Teil der Multi-National Force Iraq zunächst nach Kuwait, später in den Irak verlegt. Ende Dezember 2008 übernahm die Brigade schließlich das Kommando über die Forward Operating Base Kalsu südlich von Bagdad und löste damit das 4. Brigade Combat Team (Vanguard) der 3. US-Infanteriedivision ab. Die Blackhawk-Brigade war verantwortlich für ein Gebiet mit der Fläche der Schweiz. Ihre Aufgabe lag vor allem im Wiederaufbau und der Unterstützung der lokalen Regierungsstellen. Die Dauer des Einsatzes war auf zwölf Monate festgesetzt. Im Herbst 2009 wurde die Brigade schrittweise nach Deutschland zurückverlegt.

### Abzug aus Europa und Auflösung
Die Brigade sollte im Jahr 2012 in die USA zurückkehren und als 7th Brigade Combat Team, 1. US-Panzerdivision auf der White Sands Missile Range, New Mexico neu aufgestellt werden. Als Teil der Sparbemühungen im Verteidigungshaushalt wurde die Brigade im Oktober 2013 jedoch aufgelöst.

## Organisation

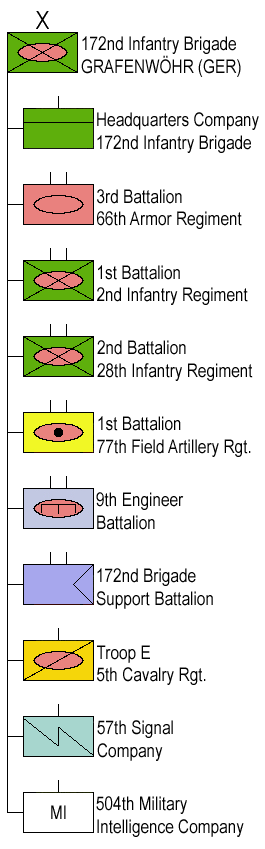
Organisationsstruktur der Brigade

Die Brigade umfasste zum 16. März 2008 sechs Bataillone sowie drei selbständige Kompanien.
- Headquarters and Headquarters Company, 172nd Infantry Brigade (Grafenwöhr)
- 2nd Battalion, 28th Infantry (Grafenwöhr)
- 1st Battalion, 2nd Infantry (Schweinfurt/Grafenwöhr)
- 3rd Battalion, 66th Armor (Grafenwöhr)
- 9th Engineer Battalion (Schweinfurt)
- 1st Battalion, 77th Field Artillery (Schweinfurt/Grafenwöhr)
- 172nd Support Battalion (Schweinfurt/Grafenwöhr)
- Troop E, 5th Cavalry (Grafenwöhr)
- 57th Signal Company (Grafenwöhr)
- 504th Military Intelligence Company (Grafenwöhr)

Nach der Rückkehr aus dem Irak sollten alle in Schweinfurt verbliebenen Truppenteile nach und nach Richtung Grafenwöhr verlegt werden.